# Hypogastrura aethiopica
Hypogastrura aethiopica är en urinsektsart som först beskrevs av Tarsia in Curia 1939.  Hypogastrura aethiopica ingår i släktet Hypogastrura och familjen Hypogastruridae. Inga underarter finns listade i Catalogue of Life.